# Punani
Punani (reso graficamente e censurato P****i) è un singolo del rapper statunitense 6ix9ine, pubblicato il 2 agosto 2020 come quarto estratto dal secondo album in studio TattleTales.

## Pubblicazione
Il 2 agosto 2020, il brano è apparso online per intero dopo essere stato accidentalmente pubblicato sul sito web di 6ix9ine. Poco dopo è stato eliminato. Tuttavia, il brano è stato rilasciato più tardi lo stesso giorno.

## Descrizione
Il brano contiene interpolazioni tratte dalla canzone Phat Punani del rapper Leftside del 2010.

## Video musicale
Il videoclip è stato pubblicato in concomitanza con il brano ed è stato girato a New York.

## Tracce
1. Punani – 1:55 (testo: 6ix9ine, Andrew Green, Craig Parks, Jahne Clarke e Jasper Harris)

## Formazione
Crediti adattati da Tidal e YouTube
- 6ix9ine – rapping, voce, testi
- Andrew Green – testi
- Craig Parks – testi
- Jahnei Clarke – testi, arrangiamenti, produzione
- Jasper Harris – testi, arrangiamenti, produzione
- Wizard Lee – missaggio, mastering
- Alex Solis – direttore artistico, design

## Classifiche
| Classifica (2020) | Posizione massima |
| ----------------- | ----------------- |
| Grecia            | 54                |
| Repubblica Ceca   | 40                |
| Slovacchia        | 21                |
| Stati Uniti       | 107               |
| Svizzera          | 84                |
| Ungheria          | 30                |